# Critters 4
Critters 4 és una pel·lícula estatunidenca dirigida per Rupert Harvey, estrenada directament a vídeo als Estats Units el 1991.

## Argument
Quan Charlie McFadden està a punt de destruir els dos últims ous de Critters, rep un missatge en el qual se li prohibeix exterminar una raça. Les seves ordres són dipositar els ous en un transbordador espacial, però Charlie es queda dins, vagant a partir de llavors per l'espai...

## Repartiment
- Terrence Mann: Ug
- Don Keith Opper: Charlie McFadden
- Paul Whitthorne: Ethan
- Anders Hove: Rick
- Angela Bassett: Fran
- Brad Dourif: Al Bert
- Eric DaRe: Bernie
- Martine Beswick: la veu d'Angela
- Anne Ramsay: el doctor McCormick

## Al voltant de la pel·lícula
- Totes les escenes espacials són stock-shots procedents d'Androide (1982), primera pel·lícula de l'actor Don Keith Opper, mentre que les de la nau d'Ug són represes de Critters 2.
- Terrence Mann i Don Keith Opper són els dos únics actors que han treballat a totes les pel·lícules de la sèrie.
- Per reduir els costos de producció Critters 3 i Critters 4 van ser rodades una a continuació de l'altre.

## La saga Critters
- 1986: Critters, de Stephen Herek
- 1988: Critters 2 (Critters 2: The Main Course), de Mick Garris
- 1991: Critters 3, de Kristine Peterson